# Nord-est argentí

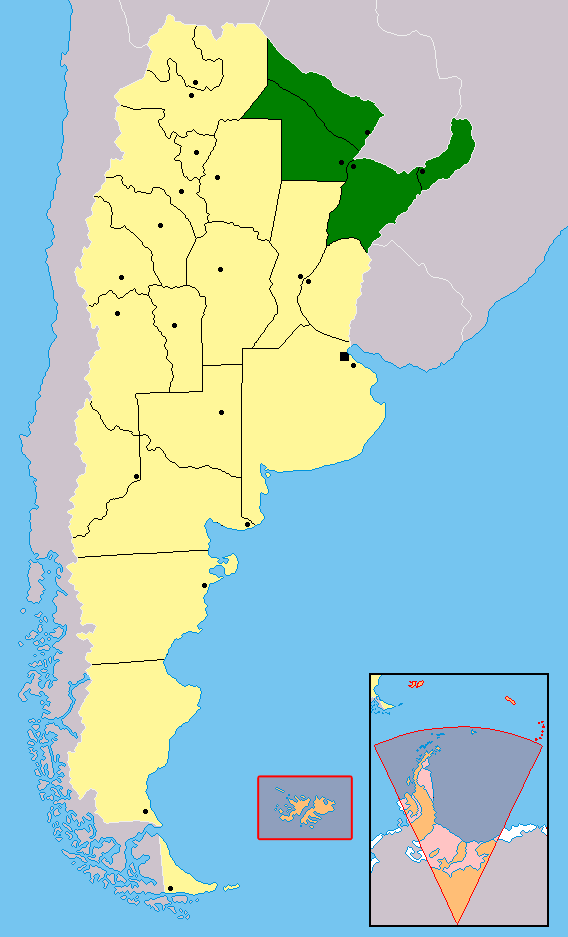
Situació de la regió NEA a l'Argentina

El nord-est argentí (NEA) és una de les regions històrico-geogràfiques en què se subdivideix la República Argentina. Comprèn les províncies de Formosa, Chaco, Corrientes i Misiones.
L'acceptació del NEA com a regió és relativament recent, i respon més aviat a similituds socioeconòmiques que geogràfiques, ja que els biomes inclosos a la regió són diversos. Les similituds més grans es donen en l'aspecte cultural, on les 4 províncies van ser influenciades en gran manera per la cultura guaraní, tot i que al Chaco i a Formosa les ètnies toba i wichí eren les que ocupaven les terres. Les províncies de la regió també es troben entre les més endarrerides a nivell estatal, ja que els seus indicadors econòmics i socials són els que presenten una xifra pitjor.
Exceptuant la província de Corrientes, comparteixen el fet d'haver estat territori argentí fins a mitjan segle xx, i van rebre una forta onada immigratòria de colons europeus que va colonitzar les terres disponibles des de principis d'aquest segle.
El NEA té una superfície territorial de 289.699 km² i una població de 3.672.528 habitants.

## Principals aglomeracions urbanes
En ordre de població segons el cens del 2001.
- Gran Resistencia, província del Chaco
- Gran Corrientes, província de Corrientes
- Gran Posadas, província de Misiones
- Formosa, província de Formosa
- Presidencia Roque Sáenz Peña, província del Chaco
- Goya, província de Corrientes
- Oberá, província de Misiones
- Eldorado, província de Misiones
- Clorinda, província de Formosa
- Paso de los Libres, província de Corrientes
- Villa Ángela, província del Chaco
- Curuzú Cuatiá, província de Corrientes
- Puerto Iguazú, província de Misiones
- Mercedes, província de Corrientes